# Long Marston, Hertfordshire
Long Marston är en by i Dacorum, Hertfordshire i England. Byn är belägen 42,9 km 
från Hertford. Orten har 792 invånare (2016).